# Uncharted: Извън картата
„Uncharted: Извън картата“ (на английски: Uncharted) е американски екшън приключенски филм от 2022 година на режисьора Рубен Флешър, по сценарий на Рейф Лий Джъдкинс, Арт Маркъм и Мат Холоуей, базиран на едноименната поредица видеоигри, разработена от Naughty Dog. Във филма участват Том Холанд, Марк Уолбърг, София Али, Тати Габриел и Антонио Бандерас.
Производството на филма стартира през 2008 г., докато продуцентът Ави Арад съобщи, че ще работи с Sony Pictures с цел разработка на филмова адаптация на поредицата видеоигри. Открит е със сложен производствен процес, с различни режисьори, сценаристи и членове на актьорския състав, които са приложени към различни точки. Кинодейците Дейвид О. Ръсел, Нийл Бъргър, Сет Гордън, Шон Леви, Дан Трактенбърг и Травис Найт са се подписали да режисират, докато Уолбърг е нает да играе Дрейк в ранната разработка. Холанд е добавен да изиграе Дрейк през май 2017 г. и Флешър е уволнен като режисьор през 2020 г. Снимките започват през март 2020 г. и завършва през ноември.
Премиерата на филма се състоя в Барселона, Испания на 7 февруари 2022 г. и е пуснат по кината от „Сони Пикчърс Релийзинг“ на 11 февруари 2022 г. във Великобритания и в САЩ на 18 февруари. Получи смесени отзиви от критиците, който печели 401,7 млн. щ.д. в световен мащаб.

## Актьорски състав
| Актьор           | Роля                             |
| ---------------- | -------------------------------- |
| Том Холанд       | Нейтън Дрейк                     |
| Тиърнън Джоунс   | Нейтън като дете                 |
| Марк Уолбърг     | Виктор Съливан                   |
| Антонио Бандерас | Сантяго Монкада                  |
| София Али        | Клоуи Фрейзър                    |
| Тати Гейбриъл    | Брадок                           |
| Руди Панкоу      | Сам Дрейк                        |
| Мануел де Блас   | Армандо Монкада, баща на Сантяго |
| Стивън Уодингтън | Шотландецът                      |
| Алана Боден      | Зоуи                             |
| Пинги Моли       | Хюго                             |
| Нолан Норт       | Гост в хотела                    |

## В България
В България филмът е пуснат по кината на 11 февруари 2022 г. от „Александра Филмс“. Преводът е Христо Христов.